# Adolfo Marsillach i Soriano
Adolfo Marsillach i Soriano   (Barcelona, 25 de gener de 1928 - Madrid, 21 de gener de 2002) fou un actor, autor dramàtic, director de teatre i escriptor català en castellà, fill del periodista Lluís Marsillach i Burbano i net d'Adolf Marsillach i Costa.

## Biografia
El 1947 ingressa en el quadre escènic de Ràdio Barcelona, en el qual fa les seves primeres interpretacions, combinant-les amb els seus estudis de dret, i debuta amb "El zoo de cristal" de Tennessee Williams. El 1951 debutà a Madrid amb En la ardiente oscuridad d'Antonio Buero Vallejo i el 1956 forma la seva pròpia companyia amb la seva primera esposa, la també actriu Amparo Soler Leal. El seu primer paper important fou a l'obra d'Alfonso Sastre Escuadra hacia la muerte però es va definir per la direcció de teatre, labor en la qual es va haver d'enfrontar freqüentment amb les estètiques, censures i ideologies franquistes. Va destacar el seu muntatge d'El arquitecto y el emperador de Asiria (1977), de Fernando Arrabal, del Marat-Sade (1968) de Peter Weiss, del Tartufo de Molière de Sócrates, espectacle creat sobre els Diàlegs de Plató i muntat entre grans blocs cúbics. També va fer el muntatge de la seva pròpia obra teatral Yo me bajo en la próxima, ¿y usted? (1981) peça satírica i en part autobiogràfica on es descriuen les relacions de parella durant els anys predemocràtics. També va ser molt celebrat el seu muntatge de ¿Quién teme a Virginia Woolf? (1999), d'Edward Franklin Albee, interpretada per Núria Espert.
En el cinema va intervenir en Jeromín (1953), de Luis Lucia Mingarro, Salto a la gloria (1959), de León Klimovsky, Maribel y la extraña familia (1960), de José María Forqué, una adaptació de l'obra homònima de Miguel Mihura; Sesión continua (1984), de José Luis Garci i Esquilache (1988), de Josefina Molina, adaptació teatral d'Un soñador para un pueblo d'Antonio Buero Vallejo. El 1974 va debutar com a director amb Flor de santidad, basada amb una obra de Valle-Inclán.
En Televisió va intervenir en les sèries humorístiques Silencio, se rueda, Silencio, se estrena, La señora García se confiesa, Fernández, punto y coma i en la històrica Ramón y Cajal, interpretant aquesta vegada al personatge protagonista, el que li va valer una gran popularitat. Com a escriptor, fora de la comèdia Yo me bajo en la próxima, y usted? i de les seves excel·lents memòries, és autor de la novel·la Se vende ático, premio Espasa d'humor de l'any 1995.
La recién fundada democràcia a Espanya va donar a Marsillach suficients suports per a implicar-se en projectes institucionals de renovació teatral, en la labor de la qual va assolir crear una companyia nacional de teatre clàssic, a semblança de les existents en altres països. En 1978, va fundar el Centro Dramático Nacional i entre 1989 i 1990 va dirigir l'Institut Nacional de les Arts Escèniques i la Música (INAEM); per fi, en 1985, va crear la Companyia Nacional de Teatre Clàssic, procurant no fer distincions entre actors que fomentessin el divismo i amb la qual va dirigir peces clàssiques com El médico de su honra, de Pedro Calderón de la Barca, La Celestina, La gran sultana, de Miguel de Cervantes, Fuenteovejuna, de Lope de Vega, o Don Gil de las calzas verdes, de Tirso de Molina.
Va escriure unes excel·lents memòries amb el títol, inspirat en una frase habitual en les cartes de Bertolt Brecht, Tan lejos, tan cerca (1998); a part de pel seu bon estil, per la informació sobre la societat de postguerra i per les anècdotes que conta, aquesta obra és important i gairebé fonamental per a conèixer la història del teatre espanyol en l'època que li va tocar viure i en la qual va ser moltes vegades protagonista. Per aquesta obra va guanyar el XI Premi Comillas de biografia. Després d'una llarga lluita contra el càncer, va morir a Madrid i es va fer la vetlla del seu taüt sobre l'escenari del Teatro Español de Madrid; fou incinerat al Cementerio de La Almudena.

## Filmografia

### Cinema
| Llargmetratges - 1991: El llarg hivern - 1989: Esquilache - 1986: Delirios de amor - 1985: La vaquilla - 1984: Sesión continua - 1980: El poderoso influjo de la luna - 1976: La ciutat cremada - 1974: La Regenta - 1973: Flor de santidad (com a guionista i director) - 1966: Las salvajes en puente San Gil - 1965: El tímido (com a guionista) - 1964: El tulipán negro - 1962: Alegre juventud - 1961: La pandilla de los once - 1960: 091, policía al habla - 1960: La paz empieza nunca - 1960: Maribel y la extraña familia - 1959: Salto a la gloria - 1953: Jeromín - 1953: Vuelo 971 - 1952: Cerca de la ciudad - 1952: Don Juan Tenorio (Perla) - 1946: Mariona Rebull | Curtmetratges - 1970: Che Che Che (veu) |

### Televisió
| Com a actor - 1959: Galería de maridos - 1961: Silencio... se rueda - 1962: Silencio, vivimos - 1966: Habitación 508 - 1974: Silencio, estrenamos - 1976-1977: La señora García se confiesa - 1982: La máscara negra - 1982: Ramón y Cajal - 1988: Cinéma - 1990: La seducción del caos | Com a guionista - 1963: Fernández, punto y coma - 1964: La noche al hablar - 1966: Habitación 508(un episodi) - 1974: Silencio, estrenamos - 1976-1977: La señora García se confiesa (tretze episodis) - 1987: Recuerda cuándo (nou episodis) - 1987: Yo me bajo en la próxima, ¿y usted? - 1995: Tren de cercanías - 2000: ¡Qué grande es el teatro! (un episodi) | Com a director - - 1966: Habitación 508 (un episodi) - 1976-1977: La señora García se confiesa (tretze episodis) - 1987: Yo me bajo en la próxima, ¿y usted? - 1987: Recuerda cuándo (nou episodis) - 1995: Tren de cercanías (onze episodis) |

### Teatre
| Com a actor - ¿Quién teme a Virginia Woolf? (1999), de Edward Franklin Albee. - Yo me bajo en la próxima, ¿y usted? (1982), de Marsillach. - Tartufo (1978), de Molière. - [[Marat-Sade (1968), de Peter Weiss . - A puerta cerrada (obra)\|A puerta cerrada]] (1967), de Jean-Paul Sartre. - La puta respetuosa (1967), de Jean-Paul Sartre. - Después de la caída (1965), de Arthur Miller. - Pigmalión (1964), de George Bernard Shaw. - La cornada (1960), d'Alfonso Sastre. - Tengo un millón (1960), de Víctor Ruiz Iriarte. - Ondina (1958), de Jean Giraudoux - El pan de todos (1957), de Alfonso Sastre. - Mi adorado Juan (1957), de Miguel Mihura. - Bobosse (1955), de André Roussin. - La alondra (1954), de Jean Anouilh. - El jefe (1953), de Joaquín Calvo Sotelo. - Escuadra hacia la muerte (1953), de Alfonso Sastre. - El desdén con el desdén (1951), de Agustín Moreto. - Un día de abril (1951), de Doddie Smith. - En la ardiente oscuridad (1950), d'Antonio Buero Vallejo. | Com a director - ¿Quién teme a Virginia Woolf? (1999), de Edward Franklin Albee. - La Celestina (1998), de Fernando de Rojas - La Gran Sultana (1993), de Miguel de Cervantes. - Fuenteovejuna (1993), de Félix Lope de Vega. - El alcalde de Zalamea (1989), de Calderón de la Barca. - Antes que todo es mi dama (1987), de Calderón de la Barca. - Los locos de Valencia, 1986, de Lope de Vega. - El médico de su honra (1985), de Calderón de la Barca. - Mata Hari (1983) - La Gran Vía (1983) de Federico Chueca. - La tempranica (1983) de Gerónimo Giménez. - Las arrecogías del beaterio de Santa María Egipciaca (1977), de José Martín Recuerda. - La señorita Julia (1973), d'August Strindberg. - El malentendido (1969), d'Albert Camus. - Tartufo (1969), de Molière, en versió de Enrique Llovet. - Biografía (1969), de Max Frisch. - Marat/Sade (1968), de Peter Weiss. - A puerta cerrada (1967), de Jean-Paul Sartre. - La puta respetuosa (1967), de Jean-Paul Sartre. - Águila de blasón (1966), de Ramón María del Valle-Inclán. - Los siete infantes de Lara (1966), de Lope de Vega - Después de la caída (1965), d'Arthur Miller. - El poder (1965), de Joaquín Calvo Sotelo. - Pigmalión (1964), de George Bernard Shaw. - ¿Quién quiere una copla del Arcipreste de Hita? (1965), de José Martín Recuerda. - Micaela (1962), de Joaquín Calvo Sotelo. - La cornada (1960), d'Alfonso Sastre. - Tengo un millón (1960), de Víctor Ruiz Iriarte. - Ondina (1958), de Jean Giraudoux. - El pan de todos (1957), d'Alfonso Sastre. |

## Premis i nominacions
| Any  | Premi                                             | Categoria                           | Títol                               | Resultat  |
| ---- | ------------------------------------------------- | ----------------------------------- | ----------------------------------- | --------- |
| 1959 | Festival Internacional de Cinema de Sant Sebastià | Millor actor                        | Salto a la gloria                   | Guanyador |
| 1960 | Premis Sant Jordi                                 | Millor actor espanyol               | Salto a la gloria                   | Guanyador |
| 1961 | Cercle d'Escriptors Cinematogràfics               | Millor actor                        | Salto a la gloria                   | Guanyador |
| 1961 | Fotogramas de Plata                               | Millor intèrpret de cinema espanyol | 091, policía al habla               | Guanyador |
| 1963 | Antena de Oro, Espanya                            |                                     |                                     | Guanyador |
| 1977 | Fotogramas de Plata                               | Millor intèrpret de televisió       | La señora García se confiesa        | Guanyador |
| 1983 | Fotogramas de Plata                               | Millor intèrpret de televisió       | Ramón y Cajal                       | Nominat   |
| 1983 | TP de Oro, Espanya                                | Millor actor                        | Ramón y Cajal                       | Guanyador |
| 1990 | Premis Goya                                       | Millor actor secundari              | Esquilache                          | Guanyador |
| 1993 | Premis Goya                                       | Millor guió adaptat                 | Yo me bajo en la próxima, ¿y usted? | Nominat   |
| 2002 | Premi Unió de Actors                              | Premi a tota una vida               |                                     | Guanyador |

Altres
- 1959: Premi al millor actor per "Salto a la gloria" a:
  - Premi del Sindicat Nacional d'Espectacle
  - Premi Triunfo
  - Premi CEC.
- 2000: Premi Max d'Honor[4]